# Lucretia (Washington)
Lucretia is een schilderij van Rembrandt in de National Gallery of Art in Washington.

## Voorstelling
Het stelt de Romeinse vrouw Lucretia voor, die bekend was om haar schoonheid en nog meer vanwege haar kuisheid. Toen haar man Lucius Tarquinius Collatinus lange tijd afwezig was vanwege oorlog, bleef zij hem trouw, in tegenstelling tot veel andere Romeinse soldatenvrouwen. Toen zij echter door de zoon van de koning onteerd werd, pleegde zij voor het oog van haar vader en haar man zelfmoord met een mes.

## Toeschrijving en datering
Het werk is linksmidden gesigneerd ‘Rembrandt / f[ecit] 1664’.

## Herkomst

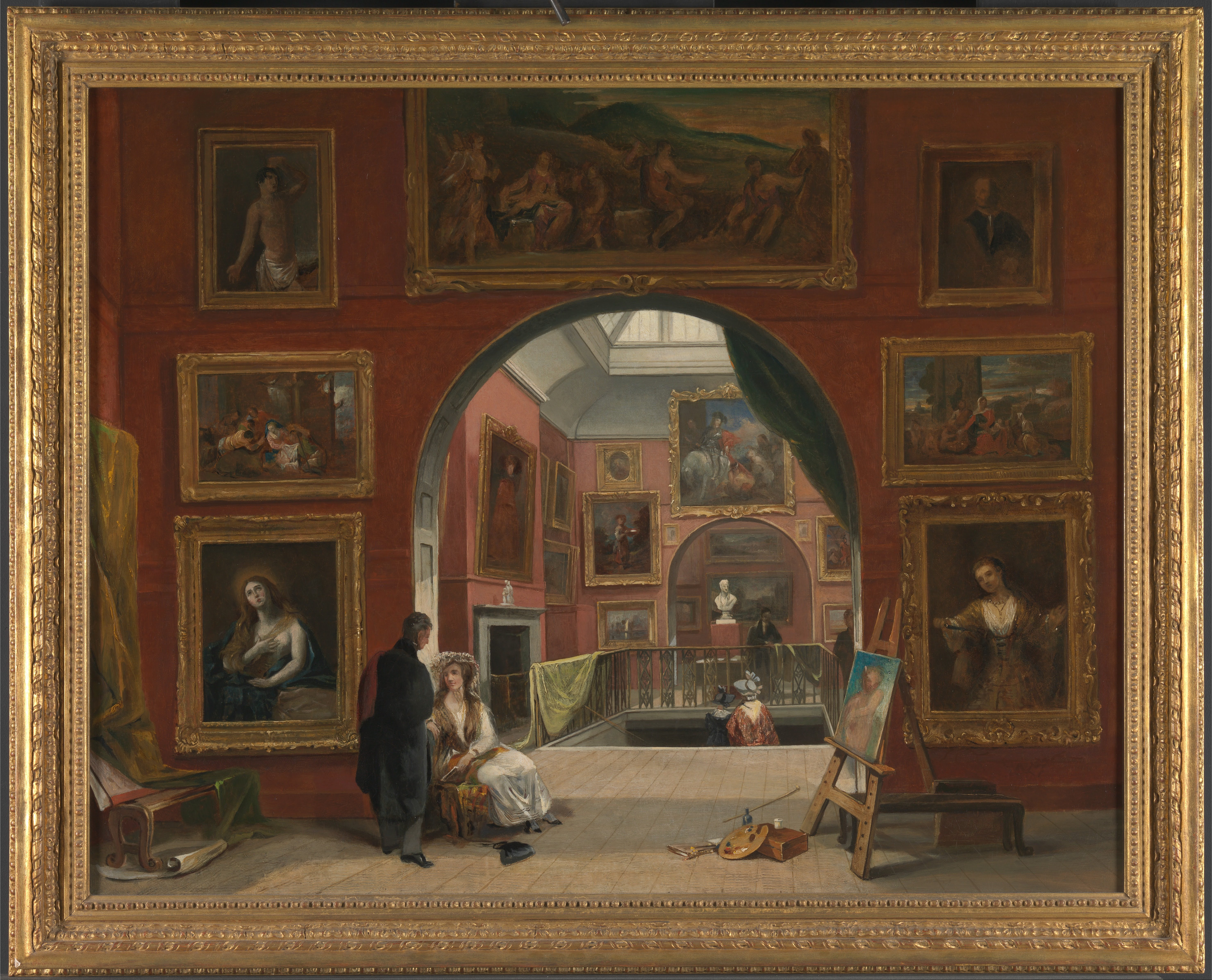
Interieur van de British Institution in Londen tijdens de tentoonstelling van oude meesters, zomer 1832, met rechtsonder Rembrandts Lucretia. Schilderij van Alfred Joseph Woolmer.

Het werk is afkomstig uit de verzameling van Augustin Lapeyrière in Parijs, die op 19 april 1825 en volgende dagen geveild werd bij Galerie Le Brun in Parijs. Daarna was het in het bezit van Michael M. Zachary (overl. 1837) in Londen. Deze liet het op 14 april 1826 e.v. anoniem veilen bij Philips (opgehouden) en op 31 mei 1828 eveneens bij Philips, dit keer onder eigen naam. Later was het in bezit van Hugh Andrew Johnstone Munro (1797-1864), die het mogelijk verwierf via de schilder Thomas Lawrence; weer later was het in bezit van Paul Pavlovitsj Demidov, die het op 15 maart 1880 e.v. liet veilen in zijn Paleis San Donato bij Florence. Op 3 juli 1889 werd het aangeboden op een anonieme veiling bij Christie, Manson & Woods in Londen, waar het werd opgehouden. Het bleef in het bezit van de toenmalige eigenaar, de Parijse kunsthandelaar Léon Gauchez, in ieder geval tot 1893. Daarna kwam het aan een andere Parijse kunsthandel, Bourgeois & Cie., en weer later aan de Nederlandse kunstehandelaar Leo Nardus in New York.
Tegen het jaar 1906 was het in het bezit van de Amerikaanse industrieel Matthew Borden. Na zijn dood werd het op 13 februari 1913 e.v. geveild bij de American Art Association in New York. Dat jaar wisselde het minstens drie keer van eigenaar, te weten kunsthandel M. Knoedler & Co., kunsthandel Frederik Muller & Co. en de Amsterdamse kunstverzamelaar August Janssen. In 1919 verkochtten de erven August Janssen zijn gehele verzameling aan kunsthandelaar Jacques Goudstikker. Een jaar later bevond het zich in de verzameling van Hermann Heilbuth in Kopenhagen. Weer een jaar later werd het in New York te koop aangeboden, eerst door Ehrich Brothers en later door M. Knoedler & Co. In november 1921 werd het aangekocht door Andrew Mellon, die het in 1937 schonk aan de National Gallery of Art in Washington.